# Don Juan im Fegefeuer
Don Juan im Fegefeuer (frz. Les Âmes du purgatoire) ist eine Novelle des französischen Schriftstellers Prosper Mérimée, die am 15. August 1834 in dem Magazin Revue des Deux Mondes erschien.

## Handlung
Es geht in der Erzählung nicht um jenen Don Juan Tenorio, der vom steinernen Gast bestraft wurde, sondern um den Grafen Don Juan de Maraña aus Sevilla. Sein Vater, der Graf Don Carlos de Maraña, hatte einst gegen die Morisken gekämpft und bringt seinem einzigen Sohn frühzeitig das Kriegshandwerk bei. Die Mutter, die Gräfin de Maraña, hingegen will aus dem Jungen einen frommen Christen machen. In der Hauskapelle schaut das Kind oft ein Gemälde an, auf denen die Qualen im Fegefeuers dargestellt sind.
Der Vater schickt den Sohn auf die Universität Salamanca. Don Juan nimmt das Studium nicht ernst, sondern gewinnt zusammen mit dem Kommilitonen Don Garcia die Gunst schöner Mädchen: Don Juan verliebt sich in Doña Teresa de Ojeda und sein Kumpan in deren ältere Schwester Doña Fausta. Deren Vater Don Alonso hat einen Sitz im Hohen Rat von Kastilien. Einen Nebenbuhler – Don Cristoval – ersticht Don Juan auf der Straße unter dem Fenster der Damen mit dem Degen. Dank der Findigkeit Don Garcias und der Hilfe Doña Teresas bei der Bergung der Mordwaffe kommt der Mörder davon. Don Juan verführt Teresa. Aus lauter Wollust beschließen Don Garcia und Don Juan einen Frauentausch. Doña Fausta widersteht; schreit das Haus zusammen. Faustas Vater zielt mit der Hakenbüchse auf Don Juan, trifft jedoch die Tochter tödlich. Don Alonso greift Don Juan mit dem Degen an und wird von Letzterem umgebracht.
Wieder weiß Don Garcia Rat. Die Flucht führt beide aus Salamanca über Saragossa, Barcelona, Civitavecchia und Deutschland nach Brüssel. Man will Ketzer töten. In der Kompanie des Hauptmanns Gomara bringen es „diese schändlichen Wüstlinge“ bald bis zum Fähnrich. Als der Hauptmann fällt, setzt er im Sterben Don Juan zu seinem Erben ein. Don Garcia verspielt die vererbten zirka sechzig Goldstücke. Für einen Teil des Geldes sollte Don Juan nach dem Willen des Verstorbenen ein paar Messen lesen lassen. Ein alter Schütze aus der Kompanie gibt dem Kapuziner, der den elendiglich umgekommenen Hauptmann beerdigt, einen Taler.
Ein junger Rekrut tritt in die Kompanie ein. Die Soldaten geben ihm den Spitznamen Modesto. Nach dem Feldzug mit der anschließenden Belagerung von Bergen op Zoom wird Don Garcia aus den eigenen Reihen von unbekannter Hand erschossen. Modesto ist darauf verschwunden.
Don Juans Eltern sterben. Für die Ermordung Don Alonso de Ojedas wurde Don Juan in der Heimat inzwischen begnadigt. Also kehrt er über Madrid nach Sevilla heim. Der Verführer legt eine Liste der Verführten an. Eine Nonne fehlt noch in der Sammlung. Schwester Agathe ist begehrenswert. In der Nonne erkennt Don Juan Doña Teresa. Mit ihrem Einverständnis bereitet der Verführer ihre Entführung aus dem Nonnenkloster vor. Aber einige schaurige Erlebnisse und Visionen zwingen kurz vor der neuen Schandtat den Sünder zur Einkehr. Der „bußfertige Verführer“ legt als Bruder Ambrosius das Gelübde ab. Zuvor ruft Teresa nach seinen schriftlichen entsagenden Liebesschwüren aus: „Er hat mich nie geliebt!“ und stirbt. Bruder Ambrosius tut Buße. Einmal dringt Modesto – es ist Don Pedro de Ojeda, der Bruder Teresas – mit zwei langen Stoßdegen unterm Mantel in Don Juans Kloster vor. In den Niederlanden hatte er Don Juan verfehlt und versehentlich Don Garcia erschossen. Don Juan sträubt sich gegen die Duellforderung. Im Kampf tötet Don Juan den Herausforderer. Nach dem neuerlichen Verbrechen lebt Don Juan noch zehn Jahre im Kloster. Nach seinem Tode wird der reuige Verführer „wie ein Heiliger verehrt“. Auf seinem Grabstein hat er die Inschrift „Hier ruht der schlimmste Sünder dieser Welt“ anbringen lassen.

## Deutsche Ausgaben

### Verwendete Ausgabe
- Don Juan im Fegefeuer. Übersetzer: Alfred Thierbach, S. 344–413 in Prosper Mérimée: Don Juan im Fegefeuer und andere Novellen.  (enthält noch: Die Bartholomäusnacht. Mateo Falcone. Vision Karls XI. Der Sturm auf die Schanze. Die Perle von Toledo. Die Tricktrackpartie. Der doppelte Irrtum. Lokis).  Mit einer Einleitung von Herbert Kühn. Dieterich’sche Verlagsbuchhandlung zu Leipzig 1957 (3. Aufl. 1965, Lizenz Rudolf Marx). 476 Seiten